# Lista över Syriens premiärministrar

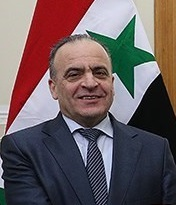
Sedan 2 juli 2016 är Imad Khamis Syriens premiärminister.

Lista över Syriens premiärministrar sedan upprättandet av den Arabrepubliken Syrien.
| Nr | Namn                                    | Porträtt | Född-Död  | Tillträdde        | Avgick            | Politiskt parti      |
| -- | --------------------------------------- | -------- | --------- | ----------------- | ----------------- | -------------------- |
| 48 | Maamun al-Kuzbari                       |          | 1914–1998 | 29 september 1961 | 20 november 1961  | Oberoende            |
| 49 | Izzat an-Nuss                           |          | 1900-1972 | 20 november 1961  | 14 december 1961  | Militär              |
| 50 | Maarouf al-Dawalibi (2:a gången)        |          | 1909–2004 | 22 december 1961  | 28 mars 1962      | Syriska Folkpartiet  |
| 51 | Bashir al-Azma                          |          | 1910–1992 | 16 april 1962     | 14 september 1962 | Oberoende            |
| 52 | Khalid al-Azm (6:e gången)              |          | 1903–1965 | 17 september 1962 | 9 mars 1963       | Oberoende            |
| 53 | Salah al-Din al-Bitar (1:a gången)      |          | 1912–1980 | 9 mars 1963       | 12 november 1963  | Baathpartiet         |
| 54 | Amin al-Hafiz (1:a gången)              |          | 1921–2009 | 12 november 1963  | 13 maj 1964       | Militär/Baathpartiet |
| 55 | Salah al-Din al-Bitar (2:a gången)      |          | 1912–1980 | 13 maj 1964       | 3 oktober 1964    | Baathpartiet         |
| 56 | Amin al-Hafiz (2:a gången)              |          | 1921–2009 | 4 oktober 1964    | 23 september 1965 | Militär/Baathpartiet |
| 57 | Yusuf Zuaiyin (1:a gången)              |          | 1931–     | 23 september 1965 | 21 december 1965  | Baathpartiet         |
| 58 | Salah al-Din al-Bitar (3:e gången)      |          | 1912–1980 | 1 januari 1966    | 23 februari 1966  | Baathpartiet         |
| 59 | Yusuf Zuaiyin (2:a gången)              |          | 1931–     | 25 februari 1966  | 29 oktober 1968   | Baathpartiet         |
| 60 | Nureddin al-Atassi                      |          | 1930–1992 | 29 oktober 1968   | 21 november 1970  | Militär/Baathpartiet |
| 61 | Hafez al-Assad                          |          | 1930–2000 | 21 november 1970  | 3 april 1971      | Militär/Baathpartiet |
| 62 | Abdul Rahman Kleifawi (1:a gången)      |          | 1930–     | 3 april 1971      | 21 december 1972  | Militär/Baathpartiet |
| 63 | Mahmoud al-Ayyubi                       |          | 1932–     | 21 december 1972  | 7 augusti 1976    | Baathpartiet/NPF     |
| 64 | Abdul Rahman Kleifawi (2:a gången)      |          | 1930–     | 7 augusti 1976    | 27 mars 1978      | Militär/Baathpartiet |
| 65 | Muhammad Ali al-Halabi                  |          | 1937–     | 27 mars 1978      | 9 januari 1980    | Baathpartiet/NPF     |
| 66 | Abdul Rauf al-Kasm                      |          | 1932–     | 9 januari 1980    | 1 november 1987   | Baathpartiet/NPF     |
| 67 | Mahmoud Zuabi                           |          | 1938–2000 | 1 november 1987   | 13 mars 2000      | Baathpartiet/NPF     |
| 68 | Muhammad Mustafa Mero                   |          | 1941–2020 | 13 mars 2000      | 10 september 2003 | Baathpartiet/NPF     |
| 69 | Muhammad Naji al-Otari                  |          | 1944–     | 10 september 2003 | 14 april 2011     | Baathpartiet/NPF     |
| 70 | Adel Safar                              |          | 1953–     | 14 april 2011     | 23 juni 2012      | Baathpartiet/NPF     |
| 71 | Riyad Farid Hijab                       |          | 1966-     | 23 juni 2012      | 6 augusti 2012    | Baathpartiet/NPF     |
| -  | Omar Ibrahim Ghalawanji (tillförordnad) |          | 1954-     | 6 augusti 2012    | 9 augusti 2012    | Baathpartiet/NPF     |
| 72 | Wael Nader al-Halqi                     |          | 1964-     | 9 augusti 2012    | 3 juli 2016       | Baathpartiet/NPF     |
| 73 | Imad Khamis                             |          | 1961–     | 3 juli 2016       | 2020              | Baathpartiet/NPF     |